# X-Men: Wolverine's Rage
X-Men: Wolverine's Rage è un videogioco d'azione a scorrimento laterale pubblicato per Game Boy Color. Wolverine's Rage segue la storia di Wolverine nel suo inseguimento di Lady Deathstrike e Sabretooth.

## Modalità di gioco
Il Gameplay di Wolverine's Rage è relativamente semplice e ripetitivo. Ci sono venti livelli nel gioco, raggruppati in cinque capitoli con un boss finale da sconfiggere per ognuno di essi. L'obbiettivo della maggioranza dei livelli è di attraversarli completamente prima che scada il tempo, sconfiggendo i nemici che si incontreranno sulla strada. Non esiste alcun sistema di salvataggio in Wolverine's Rage, mentre quando si supera un livello viene data una password per poter in seguito ricominciare da quel punto.

## Trama
Lady Deathstrike scopre dei piani che le permetteranno di costruire un'arma in grado di fondere l'adamantio dello scheletro di Wolverine. Lady Deathstrike decide di portare a compimento il piano affinché possa entrare in possesso dell'arma che sconfiggerà Wolverine. Wolverine si mette sulle sue tracce per fermarla prima che sia troppo tardi.